# Duyên kiếp
Duyên kiếp là một bộ phim truyền hình được thực hiện bởi Mega GS do Chu Thiện và Hồng Phú Vinh làm đạo diễn. Phim được chuyển thể từ vở cải lương cùng tên của soạn giả Hoàng Song Việt. Phim phát sóng vào lúc 20h00 từ thứ 2 đến thứ 7 hàng tuần bắt đầu từ ngày 6 tháng 8 năm 2022 và kết thúc vào ngày 17 tháng 9 năm 2022 trên kênh THVL1.

## Nội dung
Duyên kiếp xoay quanh hai chị em Lan (Oanh Kiều), Huệ (Trương Mỹ Nhân) và hai người chủ tớ Thành (Huỳnh Đông), Hai Lương (Bạch Công Khanh). Huệ và Lan cùng sinh ra lớn lên trong một gia đình nông dân nghèo, con gái của một tá điền. Cả hai xinh đẹp, giỏi giang nhất vùng, lại hiếu thảo nên được nhiều trai làng để ý. Tiếng lành vang xa, người người nghe tin đều tỏ lòng mến mộ, dù nhà hai cô nghèo nhất vùng.

## Diễn viên
- Thân Thúy Hà trong vai Bà Phú[9][10]
- Khương Thịnh trong vai Ông Phú
- Trương Minh Quốc Thái trong vai Hai Thiện[11]
- Bạch Công Khanh trong vai Hai Lương[12][13]
- Huỳnh Đông trong vai Thành
- Trương Mỹ Nhân trong vai Huệ
- Oanh Kiều trong vai Lan
- Trọng Nhân trong vai Lưu Phan
- Ngô Phương Anh trong vai Hạnh Thúy[14]
- Thư Nguyễn trong vai Hồng
- Quách Hồ Ninh trong vai Ông Tình
- Phi Nga trong vai Bà Sáu
- Lê Huỳnh trong vai Ông Lâm

Cùng một số diễn viên khác....

## Ca khúc trong phim
Bài hát trong phim là ca khúc "Như con thuyền trôi" do Lex Vũ và Ý Vũ sáng tác, Kana Ngọc Thúy thể hiện.

## Giải thưởng
| Năm  | Giải thưởng   | Hạng mục         | (Người) đề cử | Kết quả | Tham khảo |
| ---- | ------------- | ---------------- | ------------- | ------- | --------- |
| 2022 | Giải Mai Vàng | Phim truyền hình | —             | Đề cử   | [ 15 ]    |